# Thottea siliquosa
Thottea siliquosa là một loài thực vật có hoa trong họ Aristolochiaceae. Loài này được (Lam.) Ding Hou miêu tả khoa học đầu tiên năm 1981.